# Basilica van Junius Bassus
De Basilica van Junius Bassus was een basilica in het oude Rome.

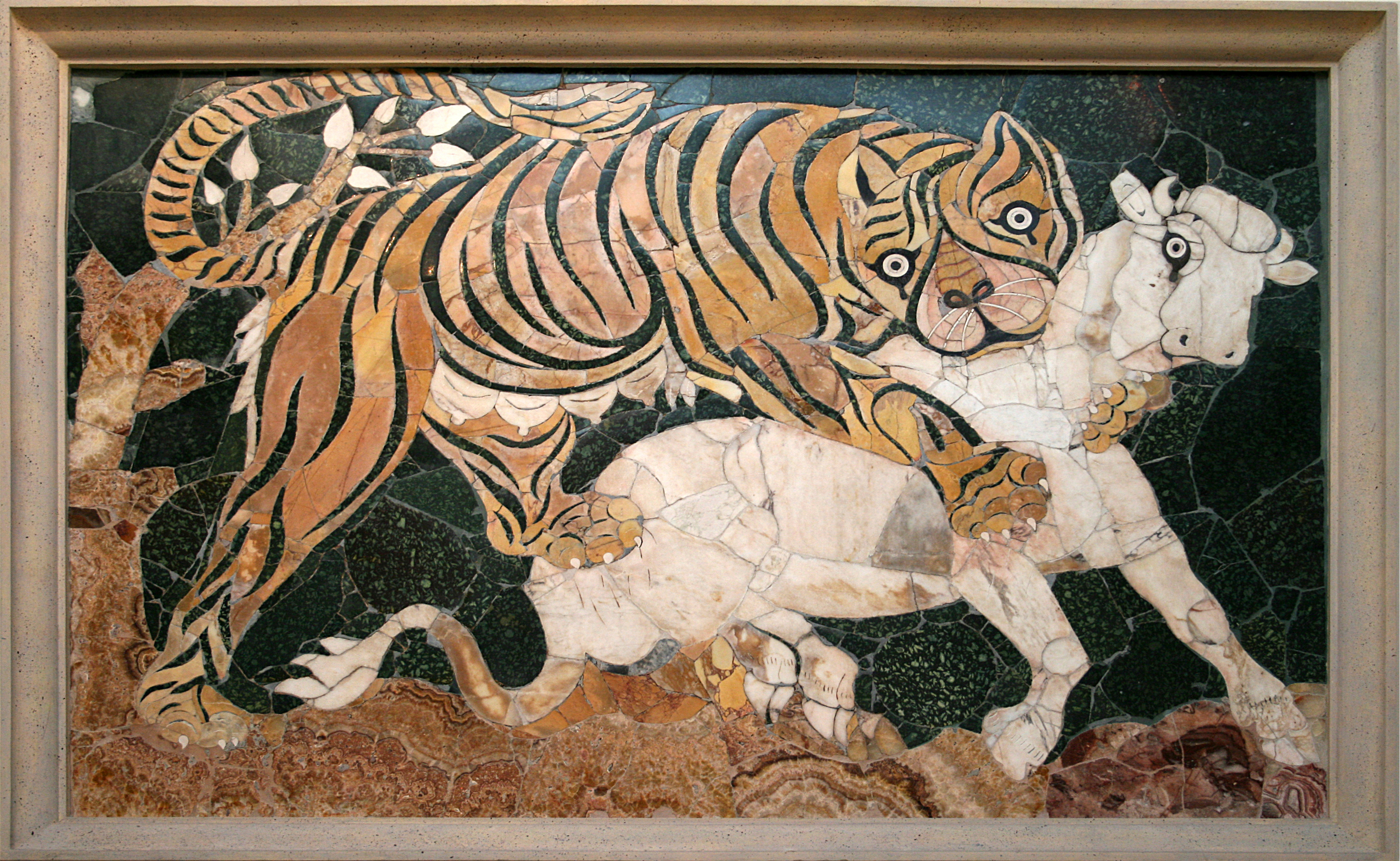
Mozaïek (opus sectile) met een tijger verslinden een kalf, 2de kwart van de IVde eeuw na Christus. JC

De basilica werd in 331 n.Chr. op de Esquilijn gebouwd door Junius Annius Bassus, die dat jaar consul was. Het was een rechthoekig bakstenen gebouw, dat bestond uit een grote hal, waar een atrium voor stond. Achter in de hal was een apsis. Een rij ramen in de zijmuren zorgde voor de lichtinval. De muren en vloeren waren uitbundig versierd met marmer en mozaïeken in opus sectile-stijl. De mozaïeken beelden het leven van Junius Bassus uit met symbolische waarden die verband houden met de neoplatonistische filosofie.
De basilica werd tijdens het pontificaat van Paus Simplicius (448-483) omgebouwd tot de kerk "Sant'Andrea cata Barbara Patricia". In de 16e eeuw stond het gebouw nog grotendeels overeind. Giuliano da Sangallo maakte destijds tekeningen van de nog bestaande mozaïeken. In de eeuwen daarna verdween de basilica.
In 1930 werden de restanten van de Basilica van Junius Bassus opgegraven en afgebroken. Tijdens deze opgravingen werden ook de restanten van een ouder huis uit de tijd van keizer Augustus gevonden. Dit huis behoorde onder meer toe aan de families Arippii en Ulpii Vibii zoals op bewaard gebleven mozaïeken uit de 3e eeuw is beschreven.
Een aantal oorspronkelijke mozaïeken uit de basilica is ook bewaard gebleven en wordt tentoongesteld in het Palazzo Massimo en de Musei Capitolini. Tegenwoordig staat het Seminario Pontificio di Studi Orientali op de plaats van de basilica.